# Ivan Dobra
Ivan Dobra Žirjanin (Šibenik, 12. siječnja 1958. - ), hrvatski pjesnik.

## Životopis
Ivan Dobra, pjesnik, rođen je u Šibeniku 12. siječnja 1958. godine. Nakon završenog prvog razreda Osnovne škole na otoku Žirju, mjestu rođenja svojih roditelja, prelazi u Šibenik i nastavlja pohađati Osnovnu školu na Baldekinu. Potom završava metalno strugarsko usmjerenje u Školi za učenike u privredi, te se zapošljava u Remontnom brodogradilištu u Mandalini. Istovremeno pohađa i završava Prometno-tehničku školu u Šibeniku. Po odsluženju vojnog roka seli se u Sjedinjene Američke Države; nastanjuje se u predgrađu New Yorka, gdje se ne zapošljava odmah u svojoj struci, nego se izvjesno vrijeme bavi raznim poslovima, sve dok nije osnovao vlastitu malu kompaniju za izolaterske radove.
Međutim, Ivan Dobra Žirjanin ne troši svoju fizičku i duhovnu energiju jedino u okviru ovoga svog odabranog posla, koji mu je potreban utoliko što mu omogućuje normalne svakodnevne prihode za sigurnu egzistenciju, kako svoju, tako mu i uže obitelji, pa nam je istaći da se ostvaruje i na mnogim drugim područjima djelatnosti i zanimacija. Tako je angažiran, prije svega, aktivnošću unutar udruga američkih Hrvata na području New Yorka; pa u radu Zavičajnog kluba otoka Žirja, kojega je osnutak inicirao u tijesnoj suradnji s još nekolicinom sumještana kojima je na srcu njihov rodni školj i sve ono što ih za nj neraskidivo vezuje, i kojega je Kluba aktualni predsjednik od samoga mu osnutka; zatim je od posebnoga značaja njegov angažman kao suradnika "Hrvatskog Korijena", lista Hrvatske Katoličke Misije Astoria u New Yorku; isto tako, kao talentirani pjesnik, uspješno sudjeluje na priredbama hrvatske iseljeničke lirike, o čemu svjedoče i pohvalni napisi u tamošnjem hrvatskom tisku, a uočen je i njegov vidan doprinos u nastojanjima Hrvatskog svjetskog kongresa (kao što je. npr. organiziranje nastupa hrvatske etničke skupine na paradama i festivalu u New Yorku). Također je i aktivan član Hrvatske akademije Amerike. Dakle, Ivan je jedan od onih naših uglednih i uspješnih iseljenika koji će se u ovih dvadesetak i više godina svoga boravka u ovim američkim prostorima toliko visoko uzdići da će ga, tako, i novine za Hrvate u Americi i svijetu "Croatian American Times", a koje izlaze u New Yorku, u svome 76 broju od 30. srpnja 2002. godine proglasiti "osobom tjedna" (Person of the Week) i za nj će se, tim povodom, reći kako "Ivan Dobra ulazi u ovu rubriku kao simbol onih brojnih doseljenika koji su se teškim radom potvrdili u američkoj sredini kao vrijedni i pošteni radnici, roditelji predani svojoj djeci i domoljubi koji su, prihvaćajući novu domovinu, ostali jednako vezani i za svoju staru, što se tako izrazilo u doba borbe za slobodu i nezavisnost Hrvatske. A kad je u pitanju njegova nova domovina, Ivan Dobra je bio među prvim Hrvatima koji su dali krv za nastradale u terorističkom napadu na World Trade Center".
Kao osvjedočeni zaljubljenik u svoje Žirje, a o čemu vrlo uvjerljivo govori i ogromna većina njegovih pjesama, kroz sve ovo vrijeme njegovoga privremenog izbivanja u dalekoj tuđini, nesebično je i zdušno pomagao i pomaže svoje omiljeno i nikad ni na tren zaboravljeno Žirje – jednako u materijalnom i u duhovnom pogledu. 

## Književni rad
Ivan Dobra napisao je do danas popriličan broj pjesama, uglavnom soneta, i to pretežno na idiomu govora otoka Žirja, dok mu je manji broj pjesničkih uradaka napisan na standardu, ali uvijek s vidnim vraćanjem lokalnom u vokabularu i akcentu. 
Pjesme su mu bile tiskane i u domaćem, i u američkom hrvatskom tisku, tako mu je prva pjesma "Sićanje" bila objavljena u rubrici "Prvotisak" u "Šibenskom listu" u kolovozu 1996. godine; veći broj, uglavnom nabožnih pjesama, izlazio mu je u spomenutom "Hrvatskom Korijenu" i u „Croatian Cronicle u New Yorku, pa u dva navrata po rukovet čakavskih pjesama bio mu je objavljen u zajedničkim zbirkama hrvatske iseljeničke lirike ("Šestero putnika" 2000. i "Ka domu svom" 2003, godine, oba puta u izdanju Hrvatske Katoličke Misije – Astoria u New Yorku; onda mu je u tjedniku "Zadarski Regional", također u rubrici "Prvotisak", 5. veljače 2003. bila objavljena pjesma "Patnja", a osobito je hvale vrijedno njegovo učešće u zajedničkoj zbirci, pod naslovom „Zbirka poezije“, izišloj u Koprivnici 2004., gdje mu je objavljen sonet „Skladna srca“; također je zastupljen i u pjesničkom zborniku „Dodiri, odlasci“ (Rešetari), kao i u zajedničkoj ediciji „Plamene zvijezde“ s krajnje sugestivnim sonetom „Namo je …“, posvećenom poginulim našim vatrogascima na Kornatu, dok mu mnoge posjetitelje Interneta (navlastito na virovitičkom forumu i indexu) privlači i mnoštvo njegovih izvanrednih soneta, a sve je, zapravo, započelo s onovremenim nekim sonetima na stranicama šibenskog foruma i na web stranicama Ekološke udruge „Žir“, na kojima su mu bile, pak, postavljene dvije pjesme, "Sačuvaj ga" i „Moja želja“, u kojima autor nadasve iskrenim i nadahnutim domoljubljem i s obiljem upečatljive izričajne ljepote, svjedoči o beskrajnoj privrženosti rodnoga otoku svojih predaka Žirja, a, preko otoka, i svom širem zavičaju i njegovim svekolikim vrednotama. 
Međutim, ovdje bi trebalo posebno naglasiti da je on, Ivan Dobra Žirjanin, prvi pjesnik u Hrvata, koji je uspio napisati dvostruki sonetni vijenac na čakavici s naslovom „Mojoj Dalmaciji“, a što je, nesumnjivo, dokazom njegova vrsnog pjesničkog umijeća.

## Zbirke pjesama
- "U starom kraju" (u vlastitoj nakladi, Šibenik, 1996.)
- "U starom kraju II" (u vlastitoj nakladi Šibenik, 1997.)
- "Kućo stara, dome moj" (u vlastitoj nakladi, Šibenik,1999.)
- "Žirajska svitla i škurine" (izdavač Matica Zadrana, 2003.)
- "Žirajska ufanja" (izdavač Matica Zadrana, Zadar, 2004.)
- "Molitva žirajski' oltaro" (Matica Zadrana, Zadar, 2006.)
- "Mojoj Dalmaciji" dvostruki sonet. vijenac (Matica Zadrana 2008.)
- "Žirajska njidra" (izdavač HKD, Rijeka, 2011.) i zbirka izabranih
- "Žirajski baul" izabrane pjesme u izboru Cvjetka Milanje (izdavač HKD, Rijeka, 2013. godine.)

Izdao je također i CD s recitacijama i uglazbljenim pjesmama za klapsko pjevanje, a 2012. godine dobio je Plaketu grada Šibenika „za izniman pjesnički opus i doprinos razvoju otoka Žirja“
Pjesnik Ivan Dobra Žirjanin, osim što je član Društva hrvatskih književnika, isto tako je, skupa sa svojom suprugom i pjesnikinjom Ljiljanom Dobra, član Hrvatskog književnog društva u Rijeci, zatim Matice hrvatske, Udruge umjetnika „Vjekoslav Majer“ u Zagrebu, te Kulturno-umjetničkog društva „Matija Gubec" u Rumi. 
Živi i djeluje u Šibeniku i na otoku Žirju.